# Chironomus ploenesis
Chironomus ploenesis är en tvåvingeart som först beskrevs av Jean-Jacques Kieffer 1922.  Chironomus ploenesis ingår i släktet Chironomus och familjen fjädermyggor.
Artens utbredningsområde är Tyskland. Inga underarter finns listade i Catalogue of Life.